# Myrmarachne hoffmanni
Myrmarachne hoffmanni este o specie de păianjeni din genul Myrmarachne, familia Salticidae, descrisă de Strand, 1913. Conform Catalogue of Life specia Myrmarachne hoffmanni nu are subspecii cunoscute.